# Askø
Askø är en dansk ö i Smålandsfarvandet, cirka 5 kilometer norr om Bandholm på Lolland. Den hör till Region Själland och Lollands kommun. Askø har färjeförbindelse med Lolland samt är förbunden med grannön Lilleø genom en 700 meter lång vägbank, byggd 1914. Ön har 37 fastboende (2021), på en yta om 2,80 km².